# 瑪莉娜·伊蘭科維奇
瑪莉娜·伊蘭科維奇（英語：Marina Erakovic，1988年3月6日—）是紐西蘭职业网球女运动员，2006年轉職業。她的WTA生涯最高單打排名為第39（2012年5月7日）。